# Рингемут (герб)
Рингемут (пол. Ringemuth) — польский дворянский герб одноименной фамилии.

## Описание
В лазоревом поле золотой перстень, а в нём такая же звезда.
На щите дворянский шлем, увенчанный бурелетом, лазоревым с золотом. Нашлемник: два лазоревых страусовых пера. Намет на щите лазоревый, подложенный золотом.

## Герб используют
Пожалован 25.11.1582 Яну Рингемуту (нем. Von Ringemuth).